# 温泉镇 (岳西县)
温泉镇，是中华人民共和国安徽省安庆市岳西县下辖的一个乡镇级行政单位。2019年被评为中国文化百强镇。

## 行政区划
温泉镇下辖以下地区：
后山村、斯桥村、资福村、汤池村、榆树村、龙井村、桃岭村、莲花村、解放村、东营村、西营村和牌坊村。